# Philipp Lahm
Philipp Lahm (München, 1983. november 11. –) német világbajnok labdarúgó. 1995-től 2017-ig a Bayern München labdarúgója. 2003 és 2005 között kölcsönben szerepelt a VfB Stuttgart csapatában. 2004-től 2014-ig volt német válogatott.

## Pályafutása

### Klubcsapatban
Ötévesen kezdte a focit a helyi klubban, és első gólját éppen születésnapján szerezte, ám túl sok öröme nem lehetett benne, hiszen a csapat 20:1-es vereséget szenvedett. Mindezzel együtt nem mehetett neki rosszul, ugyanis nemsokára felfigyelt rá a Bayern München. A kis Lahmra Jan Pienta, a sztárklub egyik tehetségkutatója vetett szemet, ám a döntés nem volt egyértelmű Philipp számára. Eleinte nem nagyon akarta elhagyni a Gern edzéseit, végül az győzte meg, hogy ha a Bayernhez igazol, akkor akár labdaszedő is lehet az Olympia Stadionban, ugyanis ez volt az ifjú Lahm egyik álma. Akkor még aligha gondolta volna, hogy egyszer nemhogy labdaszedőként, de játékosként fog befutni a stadion füvére, már más kérdés, hogy ezt mindössze egyszer tehette csak meg. Persze ez akkoriban még elég távolinak tűnt, csupán annyi volt már akkor is biztos, hogy Lahm az FC Bayern játékosa lesz. Philipp a korosztályos csapatokban folyamatosan fejlődött. Ebben az időben leginkább jobbhátvédet játszott, de sokszor szerepelt védekező középpályásként is, mégpedig kiválóan. Az ifi csapattal 2000-ben második lett a bajnokságban, 2001-ben pedig elnyerte a bajnoki címet, a Lahm mellett Zujezdan Misimoviccsal, Markus Feulnerrel és Markus Hustererrel pályára lépő csapat bejutott az A-Jugend korosztály döntőjébe, mikoris a Bayer Leverkusent 3:2-re legyőzték. Egy évvel később ismét eljutottak a döntőbe, ám ekkor lényegesen könnyebb dolguk volt, hiszen már az ifjúsági keretet erősítette Piotr Trochowski, Bastian Schweinsteiger, Christian Lell, Andreas Ottl és Michael Rensing is, így 4:0-ra verték a VfB Stuttgartot.
Lahm csapatkapitánya volt az ifiknek, miközben már rendszeresen pályára lépett a tartalékok között is. A Bayern amatőrjei már a német harmadosztályban, a Regionalligában játszottak, mikor Lahm elhatározta, a focit választja, mint foglalkozást, labdarúgó lesz. Az ifjú játékos hamar beilleszkedett az amatőr csapatba is, a 2001/02-es idényben összesen 27 meccsen játszott és ezalatt két gólt is lőtt. Először a Wacker Burghausen ellen léphetett pályára, első találatát pedig a Darmstadt ellen szerezte, de ezúttal sem lehetett felhőtlen az öröme, hisz a bajorok 4:2-re kikaptak.
A következő szezonban is az amatőröknél focizott, és ekkor már alapember volt. A harmadosztályú Regionalligában összesen 34 találkozón szerepelt és egy találatot szerzett, mégpedig a Borussia Neuenkirchen ellen. Sőt, ez az idény Lahm számára meglepő fordulatot is hozott, hiszen Ottmar Hitzfeld az RC Lend elleni, a Bayern számára tét nélküli Bajnokok Ligája-csoportmeccsre felhívta őt az első számú csapatba és az utolsó percben becserélte Feuler helyére. Mint utóbb kiderült, ez volt az egyetlen mérkőzés, ahol Lahm a bajorok színeiben játszhatott az Olympia Stadionban, hiszen Phlipp 2003 nyarán elhagyta Münchent. Távozásának okai közé tartozott, hogy úgy tűnt, nincs sok esélye arra, hogy tartósan bekerüljön az első csapatba. A fiatal jobbhátvéd - mert akkoriban főleg ezen a poszton játszott - kölcsönbe került a VfB Stuttgarthoz, ahol épp Felix Magath ült a kispadon. A sváb csapat, rossz anyagi helyzetéből adódóan nem vehetett drága játékosokat, így nagyrészt saját nevelésű tehetségekből gazdálkodott. Lahmra a Bayern amatőrjeinek trénere, Hermann Gerland hívta fel a figyelmét és az edzőnek annyira megtetszett az akkor 20 éves focista, hogy két évre kölcsönvette a bajoroktól. Stuttgartban már rögtön az első fordulóban szerepelhetett a Bundesligában. A Hansa Roctock ellen csereként állt játékba, egészen pontosan Silvio Meissner helyére jöhetett be, vagyis eredeti posztján, jobb oldali középpályásként. Kezdetben rendszeresen ezen a poszton játszott és mindig csereként, ám a hatodik meccsen már kezdőként léphetett pályára, mégpedig egy számára teljesen ismeretlen helyen, a védelem bal oldalán. Mai napig nem tudni, hogy jutott Magath eszébe olyan poszton játszatni, ahol korábban sosem szerepelt, mindenesetre hatalmas húzás volt tőle, hiszen innentől kezdve Lahm volt a Stuttgart első számú balhátvédje és már nem csak a Bundesligában, a Bajnok Ligájában is remekelt. A Manchester United elleni csoportmeccsen például gólpasszt adott Szabics Imrének.
A következő szezonban már nem Felix Magath ült a stuttgarti kispadon, hiszen őt elcsábította a Bayern München, de Lahm szerencsére az új trénernél, Matthias Sammernél is alapember volt. Tehetségét Újpesten is bebizonyította, hiszen a Stuttgart az UEFA-kupa selejtezőkörei alatt találkozott a lila-fehérekkel is. A svábok meglehetősen simán, 7:1-es összesítéssel jutottak tovább, és Lahm a Gottlieb Daimler stadionban gólpasszt is adott Cacaunak. Később az SK Bevern elleni csoportmeccsen maga is gólt lőtt.
A téli felkészülési időszak azonban nem tartogatott sok jót Lahm számára. Egy jótékonysági kispályás tornán akkora rúgást kapott, hogy lábközépcsont-törés lett a vége. Emiatt három hónapot hagyott ki és legközelebb csak áprilisban léphetett pályára. Ekkor már azt is tudni lehetett, hogy az idény végén visszatér a bajorokhoz, hiszen kölcsönszerződése lejár. Ehhez az is hozzájárult, hogy Münchenben éppen régi edzője, Magath ült a kispadon. A VfB Stuttgart a német bajnokság utolsó fordulójában épp a Bayern Münchent fogadta, így úgy tűnt, Lahm épp leendő csapata ellen búcsúzhat a sváboktól, ám a terv felborult, ugyanis pár nappal a meccs előtt újra megsérült. Ezúttal az edzésen egy térdében keresztszalag-szakadást szenvedett. Ez természetesen a lehető legrosszabbkor jött, hiszen hat hónapot kellett kihagynia. Ez a fél év pihenő azt jelentette, hogy nem vehet részt a nyáron megrendezett Konföderációs Kupán, ami pedig a 2006-os Világbajnokság főpróbájának számított. A Bayernben is ki kellett hagynia a felkészülési időszakot és sokáig csak mankóval tudott közlekedni.
Következő tétmeccsét csak 2005 novemberében vívhatta, amikor is az Arminia Bielefeld ellen csereként állt be egy bajnokin, de kezdő pozícióját csak 2006 tavaszára sikerült visszaszereznie. Bixente Lizarazut kiszorítva lett ismét a bajorok első számú balhátvédje. Ám 2007 nyarán a Bayern megvásárolta Marcell Jansent, így klubjában egyre sűrűbben látható a pálya jobb szélén.
2017. május 20-án végleg befejezte labdarúgó-pályafutását a Bayern Münchennél.

### A válogatottban
Az ifjú balhátvéd karrierje elképesztő gyorsasággal ívelt felfelé a válogatott tekintetében is. A 2003/04-es idény elején még csupán az U21-es válogatottban szerepelt, ahol kiharcolták az Európa-bajnokságon való indulás jogát, de 2004 februárjában, Horvátországban már a nagy válogatott mezét is magára húzhatta, áprilisban pedig mind a Bundesligában, mint a Nationalelfben megszerezte első találatát. Csodás teljesítményét mi sem tükrözi jobban, hogy első profi szezonjában, egy számára idegen poszton olyan jól szerepelt, hogy második lett az év focistája választáson az Aílton mögött. Nem csoda tehát, hogy a nagy válogatottban is ő lett az első számú balhátvéd és ennek megfelelően Rudi Völler, az akkori szövetségi kapitány kivitte őt is a 2004-es portugáliai Európa-bajnokságra. Persze ez azt is jelentette, hogy Lahm kénytelen volt kihagyni a Németországban rendezett U21-es kontinensviadalt, ahol életkora alapján szintén indulhatott volna. A portugál Eb nagy csalódás volt a németeknek, hiszen még a csoportból sem jutottak tovább, persze erről legkevésbé Lahm tehetett. Pihlipp mind a három mérkőzést végigjátszotta és a válogatott legjobbjai közé tartozott.
Az első törés válogatottság tekintetében 2005-ben következett el. Először februárban lábközépcsont-törést szenvedett egy jótékonysági kispályás tornán, majd mikor már éppen rendbe jött és visszatérhetett volna a pályára, közbe jött egy keresztszalag szakadás, ami miatt kénytelen volt kihagyni a 2005-ös nyári Konföderációs Kupát, ami pedig a 2006-os németországi Világbajnokság főpróbája lett volna. Alig egy hónappal a vb rajtja előtt úgy látszott, minden Lahm ellen van, ugyanis egy amatőr csapat elleni felkészülési meccsen rosszul esett és megsérült a könyöke. Hatalmas szerencse, hogy a Costa Rica elleni meccsre rendbe jött annyira, hogy játékba állhatott, de a kötés a kezén az egész Világbajnokság ideje alatt látható volt rajta. A nyitómeccsen ő is ott volt a kezdő tizenegyben, és ezzel nem csak Lahm, a válogatott is jól járt, hisz a hatodik percben bravúros gólt mutatott be, és ezzel egy darabig vezetője lehetett a góllövőlistának is. Sokak szerint messze Lahm gólja volt a Világbajnokság legszebb találata. Később még egy gólpasszt is adott és végig kiválóan játszott. A torna során nagy szerepe volt abban, hogy a német válogatott bronzérmes lett. Jellemző egyébként, hogy Klinsmann a bronzmeccsen nem a védelem bal oldalán vetette be, hanem jobbhátvédként játszatta. Persze a 22 éves hátvéd itt is remekül megállta a helyét, hiszen Lahm alapvetően jobblábas, azonban mindkettővel kiválóan lő és vezeti a labdát. A trénerek azóta is hol az egyik, hol a másik oldalon vetik be. A 2006/07-es szezonban Jansen feltűnésével, egyre többször játszott a jobb oldalon, sőt, az Anglia elleni barátságos mérkőzésen Joachim Löw védekező középpályásként vetette be a válogatottban. Lahm olyan jól szerepelt, hogy a Kicker szerint ő volt a mezőny legjobbja.
2014. július 18-án hivatalosan bejelentette, hogy a megnyert világbajnoki döntő után már meghozta a döntését, miszerint visszavonul a válogatottságtól, és innentől kezdve kizárólag klubcsapatára, a Bayern Münchenre koncentrál.

## Sikerei, díjai

### Klubcsapattal
Bayern München
- Bundesliga bajnok (8): 2005–06, 2007–08, 2009–10, 2012–13, 2013-14, 2014–15, 2015–16, 2016–17
- Német kupa győztes (6): 2005–06, 2007–08, 2009–10, 2012–13, 2013-14. 2015-16
- Német ligakupa győztes (1): 2007
- Német szuperkupa (3): 2010, 2012, 2016
- Bajnokok ligája (1): 2012-13
- UEFA-szuperkupa (1): 2013
- FIFA-klubvilágbajnokság (1): 2013

### Válogatott
- Németország U19:
  - U19-es labdarúgó-Európa-bajnokság:
    - Ezüstérmes: 2002
- Németország:
  - Konföderációs kupa:
    - Bronzérmes: 2005

  - Labdarúgó-világbajnokság:
    - Bronzérmes: 2006, 2010
    - Aranyérmes: 2014

  - Labdarúgó-Európa-bajnokság:
    - Ezüstérmes: 2008
    - Bronzérmes: 2012

### Egyéni
- Bambi-díj (2014)[2]
  - Az év német labdarúgója a Kicker szavazásán : 2017[3]

## Aktív pályafutásának statisztikái

### Klubokban
| Klub                   | Szezon                | League                | League | League | Nemzeti kupa | Nemzeti kupa | Európai | Európai | Egyéb | Egyéb | Összesen | Összesen |
| Klub                   | Szezon                | Bajnokság             | Mérk.  | Gól    | Mérk.        | Gól          | Mérk.   | Gól     | Mérk. | Gól   | Mérk.    | Gól      |
| ---------------------- | --------------------- | --------------------- | ------ | ------ | ------------ | ------------ | ------- | ------- | ----- | ----- | -------- | -------- |
| Bayern München II      | 2001–02               | Regionalliga Süd      | 27     | 2      | —            | —            | —       | —       | —     | —     | 27       | 2        |
| Bayern München II      | 2002–03               | Regionalliga Süd      | 34     | 1      | 1            | 0            | —       | —       | —     | —     | 35       | 1        |
| Bayern München II      | 2005–06               | Regionalliga Süd      | 2      | 0      | —            | —            | —       | —       | —     | —     | 2        | 0        |
| Bayern München II      | Összesen              | Összesen              | 63     | 3      | 1            | 0            | —       | —       | —     | —     | 64       | 3        |
| Bayern München         | 2002–03               | Bundesliga            | 0      | 0      | 0            | 0            | 1       | 0       | 0     | 0     | 1        | 0        |
| Bayern München         | 2005–06               | Bundesliga            | 20     | 0      | 4            | 0            | 3       | 0       | 0     | 0     | 27       | 0        |
| Bayern München         | 2006–07               | Bundesliga            | 34     | 1      | 3            | 0            | 9       | 0       | 2     | 0     | 48       | 1        |
| Bayern München         | 2007–08               | Bundesliga            | 22     | 0      | 5            | 0            | 10      | 1       | 3     | 0     | 40       | 1        |
| Bayern München         | 2008–09               | Bundesliga            | 28     | 3      | 3            | 1            | 8       | 0       | —     | —     | 39       | 4        |
| Bayern München         | 2009–10               | Bundesliga            | 34     | 0      | 6            | 1            | 13      | 0       | —     | —     | 53       | 1        |
| Bayern München         | 2010–11               | Bundesliga            | 34     | 3      | 5            | 0            | 8       | 0       | 1     | 0     | 48       | 3        |
| Bayern München         | 2011–12               | Bundesliga            | 31     | 0      | 5            | 0            | 14      | 0       | —     | —     | 50       | 0        |
| Bayern München         | 2012–13               | Bundesliga            | 29     | 0      | 5            | 0            | 12      | 0       | 1     | 0     | 47       | 0        |
| Bayern München         | 2013–14               | Bundesliga            | 28     | 1      | 4            | 0            | 12      | 0       | 4     | 0     | 48       | 1        |
| Bayern München         | 2014–15               | Bundesliga            | 20     | 2      | 4            | 0            | 8       | 0       | 1     | 0     | 33       | 2        |
| Bayern München         | 2015–16               | Bundesliga            | 26     | 1      | 6            | 0            | 12      | 0       | 1     | 0     | 45       | 1        |
| Bayern München         | 2016–17               | Bundesliga            | 26     | 1      | 4            | 1            | 7       | 0       | 1     | 0     | 38       | 2        |
| Bayern München         | Összesen              | Összesen              | 332    | 12     | 54           | 3            | 117     | 1       | 14    | 0     | 517      | 16       |
| Stuttgart (kölcsönben) | 2003–04               | Bundesliga            | 31     | 1      | 1            | 0            | 7       | 0       | 1     | 0     | 40       | 1        |
| Stuttgart (kölcsönben) | 2004–05               | Bundesliga            | 22     | 1      | 2            | 0            | 6       | 1       | 1     | 0     | 31       | 1        |
| Stuttgart (kölcsönben) | Összesen              | Összesen              | 53     | 2      | 3            | 0            | 13      | 1       | 2     | 0     | 71       | 3        |
| Teljes karrier totals  | Teljes karrier totals | Teljes karrier totals | 448    | 17     | 58           | 3            | 130     | 2       | 16    | 0     | 652      | 22       |

1. ↑  Magában foglalja a Német kupán való pályára lépéseit
2. ↑  Magában foglalja a Bajnokok ligájában és az UEFA-kupán való pályára lépéseit
3. ↑  Magában foglalja a Német ligakupán, a Német szuperkupán, az UEFA-szuperkupán és a FIFA-klubvilágbajnokságon való pályára lépéseit

### A válogatottban
| Németország | Németország | Németország |
| Év          | Mérk.       | Gól         |
| ----------- | ----------- | ----------- |
| 2004        | 15          | 1           |
| 2005        | 0           | 0           |
| 2006        | 15          | 1           |
| 2007        | 7           | 0           |
| 2008        | 15          | 1           |
| 2009        | 11          | 0           |
| 2010        | 12          | 1           |
| 2011        | 10          | 0           |
| 2012        | 10          | 1           |
| 2013        | 9           | 0           |
| 2014        | 9           | 0           |
| Összesen    | 113         | 5           |

### Góljai a válogatottban
| #  | Dátum             | Helyszín                                  | Ellenfél            | Gól | Végeredmény | Verseny                  |
| -- | ----------------- | ----------------------------------------- | ------------------- | --- | ----------- | ------------------------ |
| 1. | 2004. április 28. | Stadionul Giulesti, Bukarest, Románia     | Románia             | 1–5 | 1–5         | Barátságos mérkőzés      |
| 2. | 2006. június 9.   | WM-Stadion München, München, Németország  | Costa Rica          | 1–0 | 4–2         | 2006-os világbajnokság   |
| 3. | 2008. június 25.  | St. Jakob-Park, Bázel, Svájc              | Törökország         | 3–2 | 3–2         | 2008-as Európa-bajnokság |
| 4. | 2010. június 3.   | Commerzbank-Arena, Frankfurt, Németország | Bosznia-Hercegovina | 1–1 | 3–1         | Barátságos mérkőzés      |
| 5. | 22 June 2012      | PGE Arena Gdańsk, Gdańsk, Lengyelország   | Görögország         | 1–0 | 4–2         | 2012-es Európa-bajnokság |

## Külső hivatkozások
- Lahm hivatalos weblapja (német nyelven). philipplahm.de
- Philip Lahm (angol nyelven). fcbayern.com. [2017. július 7-i dátummal az eredetiből archiválva]. (Hozzáférés: 2017. június 17.)
- Hivatalos statisztika (német nyelven). fussballdaten.de. [2010. június 28-i dátummal az eredetiből archiválva]. (Hozzáférés: 2007. október 31.)
- Pethő András: Philipp Lahm. A legintelligensebb játékos; Ani-And, Répcelak, 2017